# Preußischer Landtag
Der Begriff Preußischer Landtag bezeichnete vollkommen unterschiedliche politische Institutionen in der historischen Landschaft Preußen und, wiederum mit wechselnder Bedeutung, im Preußischen Staat.
In der frühen Neuzeit wurde die landständische Versammlung vom Preußen Königlichen Anteils als preußischer Landtag bezeichnet. Von 1849 bis 1918 bezeichnete der Begriff Preußischer Landtag die aus den zwei Kammern Herrenhaus und Abgeordnetenhaus gebildete preußische Volksvertretung. Während der Weimarer Republik hieß die erste Kammer des Landesparlaments des Freistaates Preußen Preußischer Landtag, die zweite Kammer war der Preußische Staatsrat.

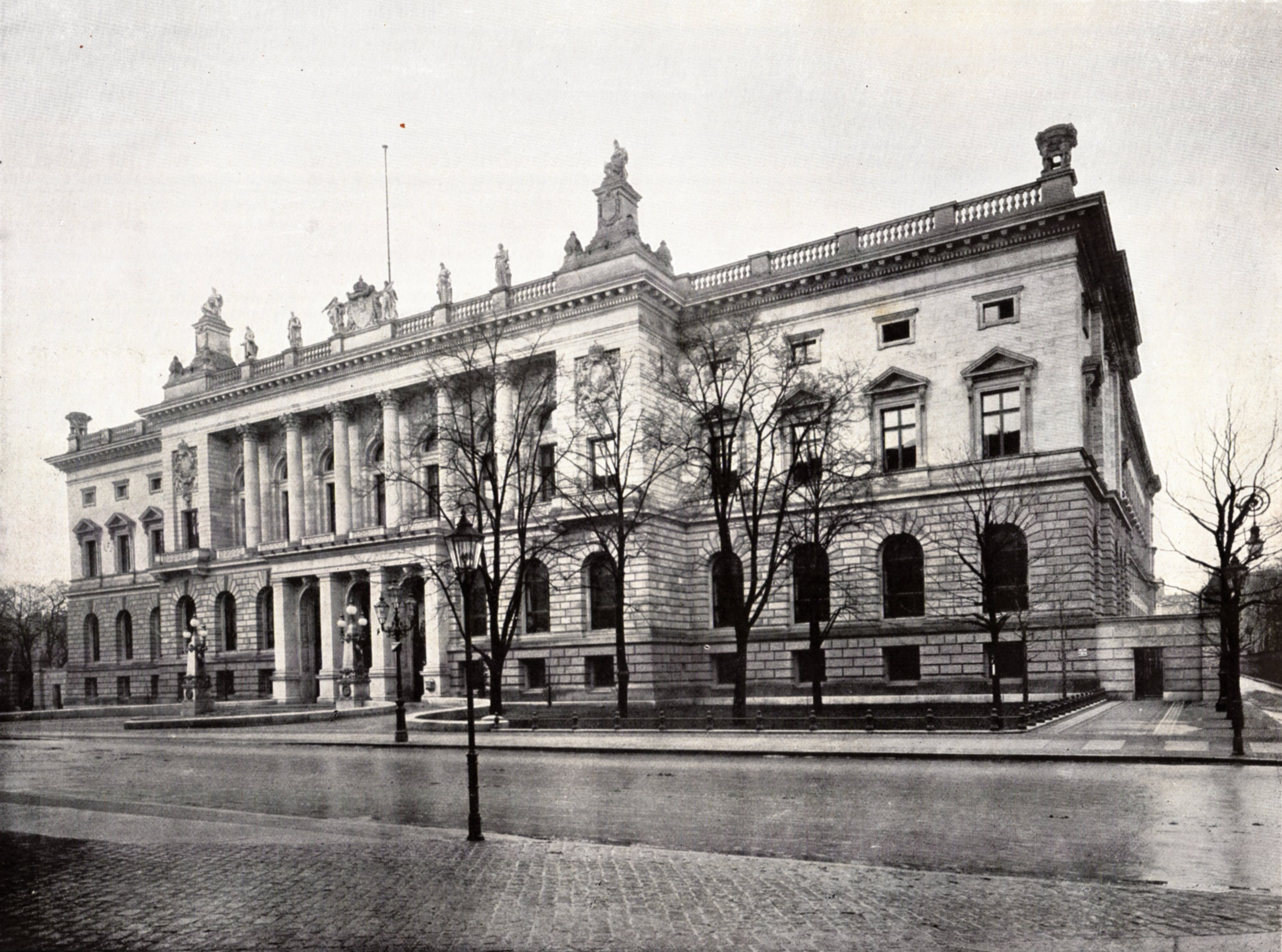
Preußisches Abgeordnetenhaus um 1900, kurz nach der Eröffnung des neuen Gebäudes

## Alt-Preußen

### Ordensstaat
Erste Versammlungen, die als Preußische Landtage (oder Tagesfahrten) bezeichnet werden, fanden im Staat des Deutschen Ordens statt. Der Teil des Ordensgebietes im Alt-Preußenland wurde – nach der baltischen Urbevölkerung, den Pruzzen – Preußen genannt und war mit der Mark Brandenburg – dem Kernland des späteren Staates Preußen – noch nicht vereint, dies begann erbfolgebedingt erst im 17. Jahrhundert. Nach der verlorenen Schlacht von Tannenberg (1410) wurde 1411 vom Hochmeister des Deutschen Ordens ein Landtag einberufen, der die Finanzierung der polnischen Reparationsforderungen gegen den Ordensstaat („Alt-Preußen“) regeln sollte. Daran beteiligt waren u. a. Abgesandte der Hansestädte. Die unzufriedenen Städte und Landadligen organisierten sich im Preußischen Bund, der sich 1454 vom Ordensstaat loslöste und den polnischen König zum Schutzherren nahm. Durch den Dreizehnjährigen Krieg 1454–1466 wurde der westliche Teil Alt-Preußens (das spätere Westpreußen) der polnischen Krone unterstellt mit Garantie der Autonomie, der östliche Teil blieb beim Ordensstaat.

### Preußen königlichen Anteils
Das Preußen königlichen Anteils (auch: Polnisch Preußen) war von 1466 bis 1772 nur der Person des Königs von Polen zugeordnet, wobei zu den Autonomierechten auch ein Landtag gehörte. Ab 1466 wurden hier Versammlungen abgehalten, die Preußischer Landtag hießen und an denen unter anderem Nicolaus Copernicus als Abgeordneter des Fürstbistums Ermland teilnahm. Ein bedeutsamer Tagungspunkt war die Währungswertangleichung mit Polen, Litauen und dem Herzogtum Preußen, die 1525 in Kraft trat. Copernicus hatte hierzu die Schriften Monetae cudendae ratio verfasst.
Mit dem Niedergang der I. Rzeczpospolita (erste Teilung Polens) endete 1772 die Existenz des Preußens Königlichen Anteils. Mit Ausnahme der Stadtrepubliken Danzig und Thorn, die erst 1793 dazukamen, wurde es zur neuen Provinz Westpreußen im Königreich Preußen unter König Friedrich dem Großen. Gerade weil es sich um eine neuerworbene Provinz handelte, war die königliche Regierung in Westpreußen – ebenso in Schlesien – darauf bedacht, die traditionellen ständischen Institutionen bis auf ein Minimum zu beschränken, „um frühere politische Bindungen nicht virulent werden zu lassen“.

### Herzogtum und Königreich Preußen (1525–1848)

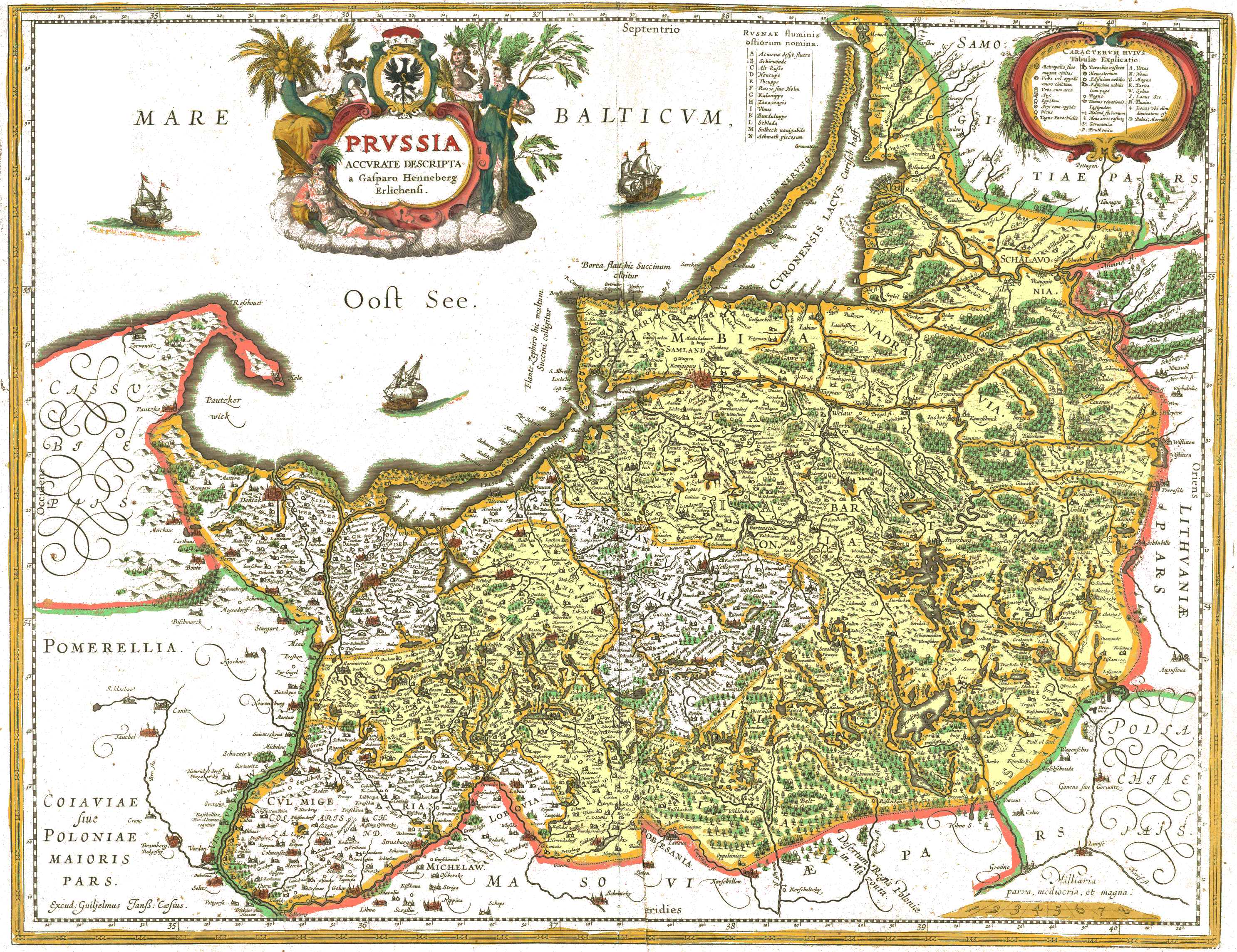
Preußen 1576 (C. Henneberg, nachgedruckt 1645 von Blaeu): Herzogliches Preußen nachträglich farbig unterlegt, Königliches Preußen nicht

Der verbliebene Teil des Ordensstaates im östlichen Preußen (später Ostpreußen genannt) blieb zunächst autonom, bis es der Hochmeister Albrecht von Brandenburg-Ansbach 1525 zum weltlichen Herzogtum Preußen umwandelte und sich als Lehensmann dem polnischen König unterstellte. 1618 erbte der brandenburgische Kurfürst Johann Sigismund die Herzogswürde. Damit wurden Brandenburg und Preußen in Personalunion verwaltet. Im Jahr 1657 beendete der brandenburgische Kurfürst Friedrich Wilhelm im Vertrag von Wehlau das Lehensverhältnis zu Polen und erlangte damit die Souveränität. Das Herrschaftsgebiet Brandenburg-Preußen der Hohenzollern reichte nun vom Niederrhein bis zur Memel – die Stände operierten hingegen weiterhin nur auf der Ebene der einzelnen Teilprovinzen.
Für die gesamtstaatlich motivierte Politik Friedrich Wilhelms stellten die Stände seiner einzelnen, geographisch unverbundenen Territorien mit ihrem traditionellen Steuerbewilligungsrecht einen Hemmschuh dar – immer wieder kam es daher zu Konflikten. Im Königsberger Aufstand scheiterte 1663 der letzte Versuch der preußischen Stände, sich im Herzogtum gegenüber dem Kurfürsten als Machtfaktor zu behaupten.
Im Jahr 1701 krönte sich der brandenburgische Kurfürst Friedrich III. in Königsberg als Friedrich I. eigenhändig zum „König in Preußen“. In dieser modellhaft als „Absolutismus“ bezeichneten Epoche war die Mitsprache der Stände stark eingeschränkt – Landtagsversammlungen fanden in Ostpreußen wie in den meisten anderen preußischen Provinzen nun nur noch zum Zweck der Huldigung statt.

## Im konstitutionellen Preußen 1849–1918
Der Verpflichtung der Deutschen Bundesakte von 1815, in allen deutschen Staaten eine „landständische Verfassung“ einzurichten, kam Preußen zunächst nur durch die Einrichtung von Provinziallandtagen für die einzelnen Provinzen nach.
Die Geschichte eines preußischen Landtages als politische Institution auf gesamtstaatlicher Ebene begann nach der Auflösung der preußischen Nationalversammlung und der Einführung der oktroyierten Verfassung 1848/1850. Das Parlament war ein Zweikammerparlament, bestehend aus dem Herrenhaus (bis 1855: Erste Kammer) und dem Abgeordnetenhaus (bis 1855: Zweite Kammer). Ursprünglich wurde die Erste Kammer von Bürgern gewählt, die mindestens entweder acht Taler Steuern pro Jahr zahlten oder 500 Taler Einkommen pro Jahr hatten oder 5000 Taler Vermögen besaßen. Nach einer Verfassungsänderung 1850 wurde die Erste Kammer nur noch teilweise gewählt, die übrigen Mitglieder wurden vom König ernannt oder hatten einen erblichen Sitz. Ab 1853 gab es keine gewählten Mitglieder mehr. Automatisch waren die Oberhäupter von ehemals reichsunmittelbaren Adelsfamilien Mitglieder. Hinzu kamen vom König ernannte Personen, teilweise mit erblichem Sitz, aber auch Vertreter von großen Städten (Oberbürgermeister) und bestimmten Institutionen.
Die Mitglieder des preußischen Abgeordnetenhauses wurden bis 1918 nach dem Dreiklassenwahlrecht gewählt. Das heißt, die Wahlberechtigten wurden nach ihrem Steueraufkommen in jedem Wahlbezirk in drei Gruppen eingeteilt. Jede Gruppe hatte dabei das gleiche Gewicht. Dies hatte zur Folge, dass der politische Einfluss der Wohlhabenden deutlich größer war, als der der wenig Bemittelten. Die Forderung nach gleichem Wahlrecht wurde im Verlauf des 19. und des frühen 20. Jahrhunderts eines der zentralen Themen in der preußischen Innenpolitik.
Dennoch war das Abgeordnetenhaus im Vergleich zu der Zeit vor 1848 ein Fortschritt, war es doch keine Ständeversammlung, sondern trotz des Dreiklassenwahlrechts eine Volksvertretung. Beide Kammern und der König hatten das Recht der Gesetzesinitiative. Das wichtigste parlamentarische Werkzeug war das Budgetrecht. Außerdem gab es eine (strafrechtliche) Ministerverantwortlichkeit. Allerdings wurde der Einfluss des gewählten Abgeordnetenhauses durch die gesetzgeberischen Beteiligungsrechte des nur teilweise gewählten Herrenhauses eingeschränkt. Faktisch hatte das überwiegend konservativ zusammengesetzte Herrenhaus eine Art Vetorecht gegenüber dem Abgeordnetenhaus.
In der politischen Praxis war das Abgeordnetenhaus während der Reaktionsära (etwa 1849/1851 bis 1858/1859) vergleichsweise schwach. Dies änderte sich mit der neuen Ära und dem Übergang zu einer liberaleren Regierungspraxis in den 1860er-Jahren. Ein Höhepunkt des preußischen Parlamentarismus, den die Liberalisierung damals mit sich brachte, war die Auseinandersetzung der inzwischen liberalen Mehrheit im Abgeordnetenhaus mit dem Ministerpräsidenten Otto von Bismarck (seit 1862) während des preußischen Verfassungskonfliktes.
→ Zu den beiden Kammern im Detail siehe Hauptartikel: Preußisches Abgeordnetenhaus, Preußisches Herrenhaus

## Freistaat Preußen 1918–1933
Die Reichsversammlung der Arbeiter- und Soldatenräte Deutschlands tagte 1918 im Plenarsaal. Sie beschloss dort, allgemeine und freie Wahlen zur Weimarer Nationalversammlung auszuschreiben. Über den Jahreswechsel 1918/1919 wurde im Festsaal über dem Eingang die Kommunistische Partei Deutschlands (KPD) gegründet.

### Erste Kammer: Preußischer Landtag

#### Aufgaben, Rechte und Struktur
Nach der Novemberrevolution wurde erstmals nach gleichem Wahlrecht eine verfassungsgebende preußische Landesversammlung gewählt. Diese beschloss 1921 eine neue demokratische Verfassung für den Freistaat Preußen. Diese bestimmte auch die Struktur des Landesparlaments. Danach wurde der Landtag auf vier Jahre gewählt. Das Parlament hatte das Recht, sich selbst aufzulösen, sofern dafür die Mehrheit der Abgeordneten votierte. Sofern sie sich darin einig waren, konnten auch der Ministerpräsident, der Präsident des Landtages und der Präsident des Staatsrates („Dreimännerkollegium“) den Landtag auflösen. Eine weitere Möglichkeit, eine Wahlperiode vorzeitig zu beenden, war ein entsprechender Volksentscheid. Auf Antrag von mindestens einem Fünftel der Mitglieder konnten Untersuchungsausschüsse eingerichtet werden. Während der sitzungsfreien Zeit führte ein ständiger Ausschuss die laufenden Geschäfte.
Wichtigste Aufgabe des Parlaments blieb die Beratung und Verabschiedung von Gesetzen. Mit einer Zweidrittelmehrheit hatte der Landtag das Recht, die Verfassung zu ändern. Der Landtag wählte den Ministerpräsidenten. Diesem und anderen Mitgliedern des Staatsministeriums konnte die Versammlung ihr Vertrauen entziehen. Mit einer Zweidrittelmehrheit konnten bei schweren Verfehlungen Minister vor dem Staatsgerichtshof angeklagt werden.
Die Abgeordneten wurden nach dem Landeswahlgesetz von 1920 und später nach der geänderten Fassung von 1924 gewählt. Das aktive Wahlrecht hatten danach Männer und Frauen ab einem Alter von 20 Jahren. Wählbar waren Personen (passives Wahlrecht) ab 25 Jahren. Sowohl das aktive wie das passive Wahlrecht waren an den Besitz der bürgerlichen Ehrenrechte gebunden.

#### Wahlperiode 1921–1924
Die parlamentarische Mehrheit lag bereits in der Zeit der verfassungsgebenden Landesversammlung bei der Weimarer Koalition aus SPD, Zentrum und DDP. Bei den ersten regulären Landtagswahlen am 20. Februar 1921 verloren insbesondere die SPD und die DDP erhebliche Stimmenanteile und Mandate, während DNVP, DVP und KPD zulegen konnten. Trotzdem konnte die Koalition ihre Parlamentsmehrheit behaupten.
Dennoch erwies sich die Bildung einer neuen Regierung als problematisch, weil Zentrum und DDP die DVP mit in die Koalition einbinden wollten. Dagegen wehrte sich ein Großteil der SPD-Fraktion, welche der DVP eine antirepublikanische Haltung vorwarf. Allerdings zeigten die Märzkämpfe in Mitteldeutschland, dass eine stabilere Regierung nötig war. Gleichwohl war eine Annäherung der Parteien zunächst nicht in Sicht.
Unter Schwierigkeiten wählte das Parlament Adam Stegerwald vom Zentrum zum Ministerpräsidenten. Da er bei einer notwendig gewordenen zweiten Wahl nicht von der SPD unterstützt wurde, bildete Stegerwald ein Kabinett aus Mitgliedern des Zentrums, der DDP und parteilosen Fachleuten. Um der SPD schließlich doch noch die Regierungsbeteiligung zu ermöglichen, verzichtete Stegerwald auf Minister der DVP.
Nachdem im Gefolge der Ermordung von Matthias Erzberger die DVP auf Reichsebene das von Friedrich Ebert erlassene Gesetz zum Schutz der Republik unterstützte, änderte die SPD auf dem Görlitzer Parteitag ihre ablehnende Haltung. Hinzu kam Druck von außen, wie der Beschluss des Völkerbundes, Oberschlesien zwischen Deutschland und Polen aufzuteilen. Daraufhin begann Carl Severing mit erneuten Koalitionsverhandlungen zur Bildung einer großen Koalition.
Im November trat Stegerwald wieder zurück und der Landtag wählte Otto Braun von der SPD zum Ministerpräsidenten. Dieser bildete eine große Koalition die neben den bisherigen Partnern auch die DVP umfasste.
Zu den wichtigen parlamentarischen Entscheidungen dieser Zeit gehörte: der Antrag der sozialdemokratischen Fraktion von 1922 zur Abschaffung der Todesstrafe. Die Mehrheit des Hauses lehnte diesen jedoch ab.
Im Jahr 1924 stimmte der Landtag dem Gesetz über die Kirchenordnungen in den Landeskirchen zu.
Der Versuch, die Provinz Hannover von Preußen abzutrennen, scheiterte im selben Jahr an der Mehrheit des Parlaments. Allerdings war die Zustimmung mit fast 25 Prozent doch beachtlich hoch.
Für die Zusammenarbeit der großen Fraktionen von SPD und Zentrum in den folgenden Jahren waren insbesondere der sozialdemokratische Fraktionsvorsitzende Ernst Heilmann und der Geschäftsführer der Zentrumsfraktion Joseph Heß verantwortlich. Ihnen gelang es, die Gegensätze zwischen dem linken Flügel in der SPD und dem konservativen Teil der Zentrumsfraktion auszugleichen.
Die Stabilität der politischen Verhältnisse in Preußen, ist, anders als im übrigen Reich, insbesondere vor dem Hintergrund des Krisenjahres 1923 (Ruhrbesetzung, Höhepunkt der Deutschen Inflation, politische Unruhen), besonders bemerkenswert.
→ Siehe auch: Liste der Mitglieder des Landtages (Freistaat Preußen) (1. Wahlperiode)

#### Wahlperiode 1924–1928
Die nächsten Landtagswahlen fanden am 7. Dezember 1924 statt, am gleichen Tag wie die Reichstagswahl. Gravierende Verschiebungen gab es dabei vor allem im bürgerlichen Lager: Während die DVP Stimmen verlor, konnte die DNVP zulegen. Kurz nach der Konstituierung des neuen Landtags kam es zu Misstrauensanträgen gegen Otto Braun, Carl Severing und Wilhelm Siering. Mit 221 zu 221 Stimmen scheiterten die Anträge von DVP, DNVP und KPD knapp. Daraufhin trat die Landesregierung zurück. Zwar wurde einige Zeit später Otto Braun erneut zum Ministerpräsidenten gewählt; da er aber die Wahl nicht annahm, wurde Wilhelm Marx (Zentrum) in einer Stichwahl gewählt. Nachdem dieser keine stabile Mehrheit zustande gebracht hatte, wurde Hermann Höpker-Aschoff (DDP) gewählt, der aber das Amt auch nicht antrat. Otto Braun bildete das Kabinett Braun III; es trat am 3. April 1925 sein Amt an. Es überstand im Mai 1925 einen ersten Misstrauensantrag und blieb de facto bis Juni 1932 im Amt.
Eine der wichtigsten inhaltlichen Entscheidungen des Landtags war 1927 die Abschaffung der Gutsbezirke als politische Einheiten.
→ Siehe auch: Liste der Mitglieder des Landtages (Freistaat Preußen) (2. Wahlperiode)

#### Wahlperiode 1928–1932
Die Landtagswahlen von 1928 endeten mit Zuwächsen für die Linke (SPD, KPD). Die etablierten bürgerlichen Parteien (DDP, DVP, DNVP) und das Zentrum büßten teilweise deutlich ein. Dagegen konnten die Wirtschaftspartei und weitere kleinere Interessenparteien Gewinne für sich verbuchen. Das Wahlergebnis brachte nun wieder eine klare Mehrheit für eine Weimarer Koalition unter Otto Braun.
Von großer Bedeutung für den staatlichen Schutz der katholischen Religionsausübung war 1929 die Zustimmung des Parlaments zu einem Konkordat Preußens mit dem Heiligen Stuhl.
Im August 1931 scheiterte ein vom Stahlhelm initiierter Volksentscheid zur Auflösung des preußischen Landtages, unterstützt von der DNVP, der DVP, der Nationalsozialistischen Deutschen Arbeiterpartei (NSDAP) sowie der KPD.
→ Siehe auch: Liste der Mitglieder des Landtages (Freistaat Preußen) (3. Wahlperiode)

#### Endphase der Weimarer Republik

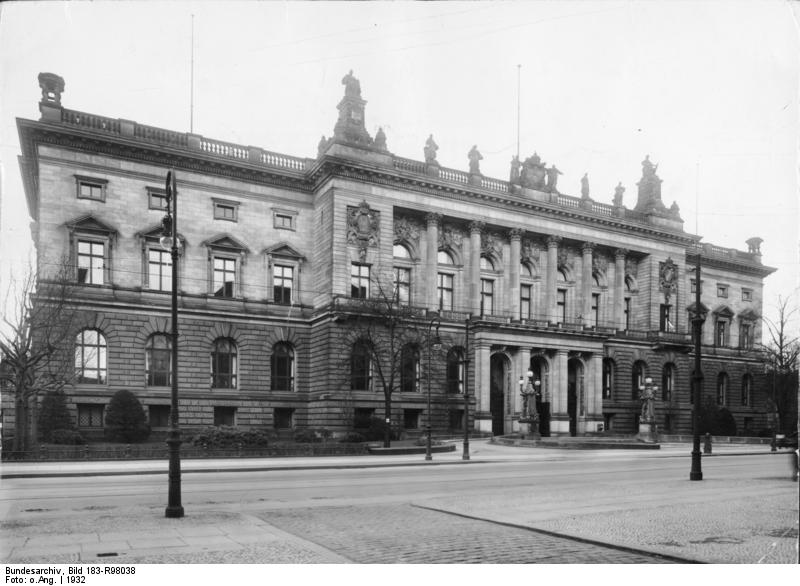
Das Abgeordnetenhaus, 1932

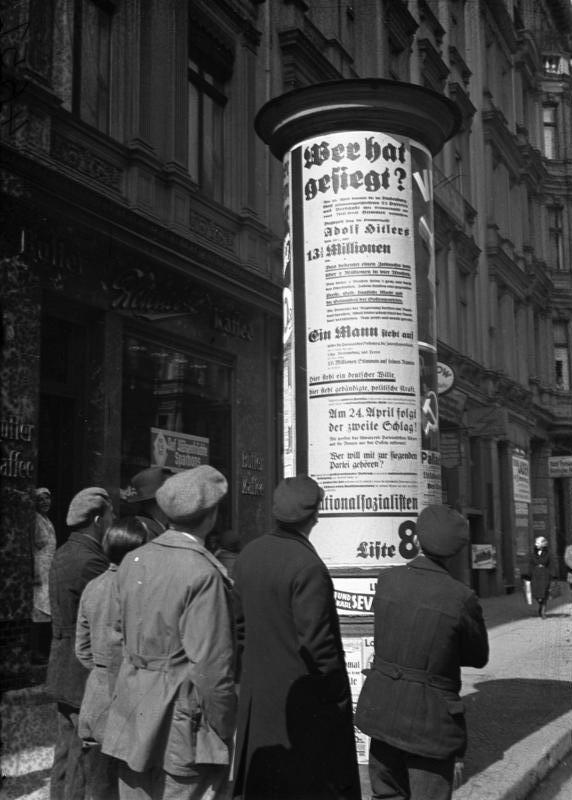
Wahlplakat der NSDAP zur preußischen Landtagswahl, 1932

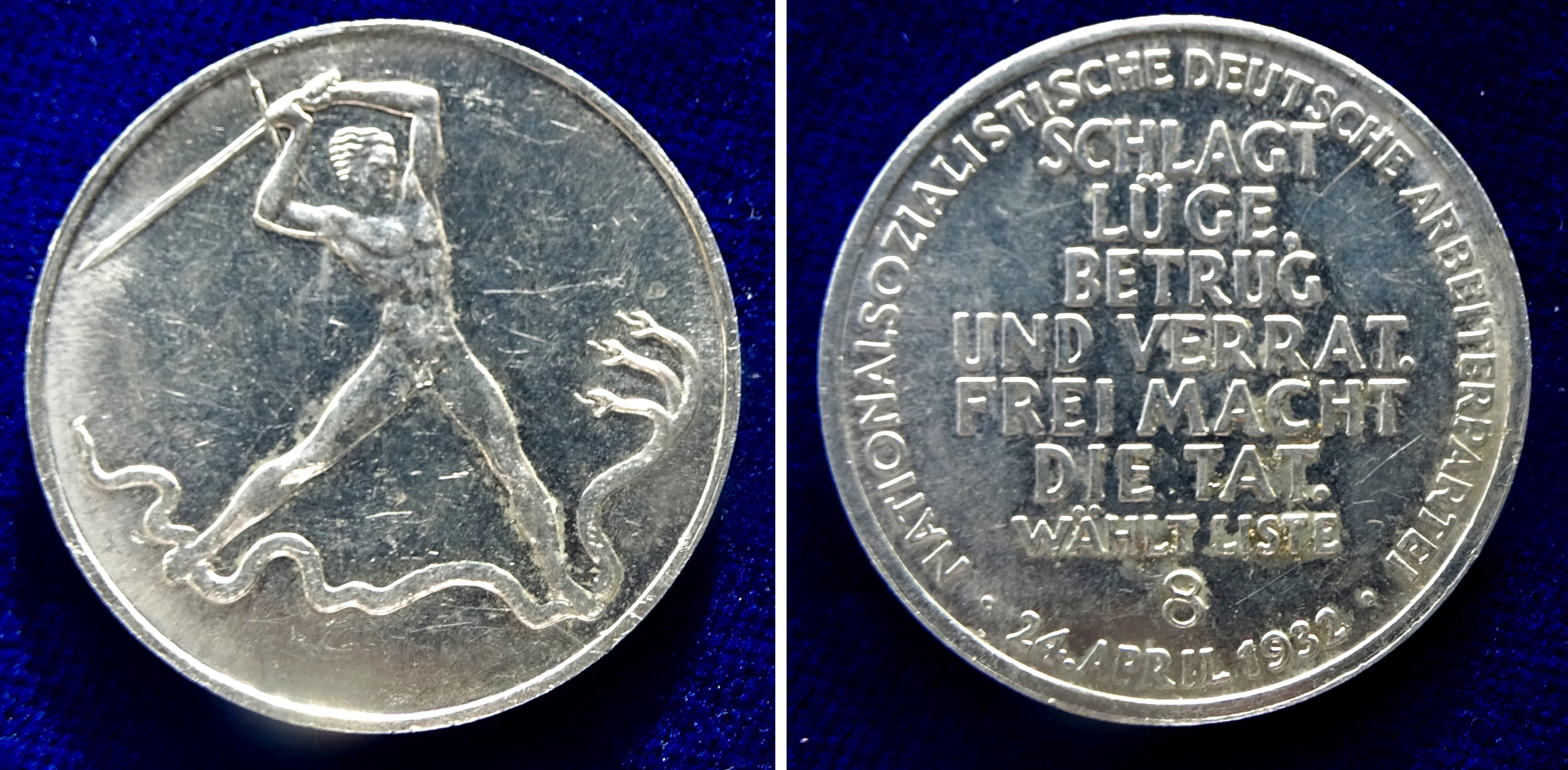
Wahl zum Preussischen Landtag, NSDAP-Wahlspendenmedaille 1932

Bei der Landtagswahl vom 24. April 1932 wurde die NSDAP mit fast 37 % stärkste politische Kraft. Bei der Wahl zuvor – am 20. Mai 1928 – waren es erst 1,84 % gewesen.
NSDAP und KPD (fast 13 %) hatten nun eine negative Parlamentsmehrheit, die die Bildung einer neuen parlamentarisch gestützten Landesregierung unmöglich machte. Die Regierung Braun blieb daher geschäftsführend im Amt. Am 25. Mai 1932 kam es im Preußischen Landtag zu einer Saalschlacht zwischen Nationalsozialisten und Kommunisten, bei der mehrere kommunistische wie sozialdemokratische Abgeordnete teils schwer verletzt wurden, die den Abbruch der Sitzung zur Folge hatte. Die Saalschlacht war Auslöser für die Gründung der Antifaschistischen Aktion durch die KPD. Mit dem „Preußenschlag“ vom 20. Juli 1932 bestellte Reichspräsident Paul von Hindenburg den Reichskanzler Franz von Papen zum Reichskommissar für das Land Preußen und ermächtigte ihn, „selbst die Dienstgeschäfte des Preußischen Ministerpräsidenten zu übernehmen“ (§ 1 der „Verordnung des Reichspräsidenten, betreffend die Wiederherstellung der öffentlichen Sicherheit und Ordnung im Gebiet des Landes Preußen“ vom 20. Juli 1932, Reichsgesetzblatt 1932 Teil I, S. 377). Am 25. Oktober 1932 erklärte der von der Regierung Braun angerufene Staatsgerichtshof für das Deutsche Reich die Verordnung Hindenburgs für teilweise verfassungswidrig: Die Ermächtigung des Reichskanzlers habe sich nicht darauf erstrecken dürfen, „dem Preußischen Staatsministerium und seinen Mitgliedern die Vertretung des Landes Preußen im Reichstag, im Reichsrat oder sonst gegenüber dem Reich oder gegenüber dem Landtag, dem Staatsrat oder gegenüber den anderen Ländern zu entziehen“. Insoweit blieb die Regierung Braun im Amt. Unter Verletzung der Entscheidung des Staatsgerichtshofs ordnete jedoch der Reichspräsident am 6. Februar 1933 mittels einer weiteren Verordnung (Reichsgesetzblatt 1933 Teil I, S. 43) an, dem Reichskommissar von Papen auch die der Regierung Braun noch verbliebenen Befugnisse zu übertragen. Die sogleich von der Regierung Braun gegen die neue Verordnung erhobene Klage wurde vom Staatsgerichtshof nicht mehr behandelt.
Nach der Machtergreifung der Nationalsozialisten scheiterte zunächst der Versuch, den Preußischen Landtag zur Selbstauflösung zu veranlassen, an den Stimmen von SPD, Deutscher Staatspartei, Zentrum und KPD. Auch das Dreimännerkollegium, in dem Braun noch immer saß, verweigerte die Zustimmung. Erst als auch hier auf Grund der Verordnung des Reichspräsidenten vom 6. Februar 1933 von Papen an die Stelle Brauns trat und Konrad Adenauer als Vorsitzender des Staatsrats die Teilnahme an der Sitzung verweigerte, kam es am 6. Februar 1933 zur Auflösung des Landtags und zur Anberaumung einer Neuwahl – zusammen mit der des Reichstags – am 5. März 1933.
→ Siehe auch: Liste der Mitglieder des Landtages (Freistaat Preußen) (4. Wahlperiode)
Am 5. März 1933 erhielten NSDAP und die Kampffront Schwarz-Weiß-Rot (früher: DNVP) die absolute Mehrheit im Landtag. Am 7. April 1933 wurde Hermann Göring von Adolf Hitler zum preußischen Ministerpräsidenten ernannt. Am 18. Mai 1933 stimmte der Landtag wie im Reich gegen die Stimmen der SPD einem Ermächtigungsgesetz für Preußen zu. Danach trat der Landtag nie wieder zusammen. Die Auflösung des Reichstags am 14. Oktober 1933 bewirkte nach § 11 des Gleichschaltungsgesetzes „ohne Weiteres die Auflösung der Volksvertretungen der Länder“. Durch § 1 des Gesetzes über den Neuaufbau des Reichs vom 30. Januar 1934 wurden diese Volksvertretungen ersatzlos aufgehoben.
→ Siehe auch: Liste der Mitglieder des Landtages (Freistaat Preußen) (5. Wahlperiode)

#### Präsidium des preußischen Landtags 1921–1933
- 1921–1924: Präsident: Robert Leinert (SPD), 1. Vizepräsident: Felix Porsch (Zentrum), 2. Vizepräsident: Wolfgang von Kries (DNVP), 3. Vizepräsident: Hugo Garnich (DVP)
- 1924–1928: Präsident: Friedrich Bartels (SPD), 1. Vizepräsident: Wolfgang von Kries (DNVP), 2. Vizepräsident: Felix Porsch (Zentrum), 3. Vizepräsident: Hugo Garnich (DVP), seit 1927: Otto Wiemer (DVP)
- 1928–1932: Präsident: Friedrich Bartels (SPD), seit 1931: Ernst Wittmaack (SPD), 1. Vizepräsident: Wolfgang von Kries (DNVP), 2. Vizepräsident: Felix Porsch (Zentrum), ab 1929 Josef Baumhoff (Zentrum), 3. Vizepräsident: Otto Wiemer (DVP)
- 1932–1933: Präsident: Hanns Kerrl (NSDAP), 1. Vizepräsident: Wolfgang von Kries (DNVP), 2. Vizepräsident: Josef Baumhoff (Zentrum), 3. Vizepräsident: Heinrich Haake (NSDAP)
- 1933: Präsident: Hanns Kerrl (NSDAP), 1. Vizepräsident: Heinrich Haake (NSDAP), 2. Vizepräsident: Josef Baumhoff (Zentrum), 3. Vizepräsident: Wolfgang von Kries (DNVP)